# San Gil
Pour les articles homonymes, voir San Gil (homonymie).
San Gil est une ville et une municipalité (en espagnol : municipio) colombienne.
C'est le chef-lieu de la province de Guanentá (département de Santander).
Elle est réputée comme ville touristique, en particulier autour du Río Fonce (es).

## Personnalités liées
- Luis José Rueda Aparicio (né en 1962), né à San Gil, archevêque de Bogota, choisi comme cardinal par le pape François[2].